# Aarhus Vestre Provsti
Aarhus Vestre Provsti er et provsti i Aarhus Stift.  Provstiet ligger i Aarhus Kommune.
Aarhus Vestre Provsti består af 16 sogne med 17 kirker, fordelt på 10 pastorater.

## Pastorater
| Brabrand-Sønder Årslev Pastorat | Fårup-Sabro-Borum-Lyngby Pastorat | Gellerup Pastorat       | Harlev-Framlev Pastorat | Hasle Pastorat | Helligånds Pastorat |
| Møllevang Pastorat              | Skjoldhøj Pastorat                | Tilst - Kasted Pastorat |                         |                |                     |
| Åby Pastorat                    |                                   |                         |                         |                |                     |

## Sogne
| Sogne i Århus Vestre Provsti | Sogne i Århus Vestre Provsti | Sogne i Århus Vestre Provsti |
| ---------------------------- | ---------------------------- | ---------------------------- |
| Borum Sogn                   | Brabrand Sogn                | Framlev Sogn                 |
| Fårup Sogn                   | Gellerup Sogn                | Harlev Sogn                  |
| Hasle Sogn                   | Helligånds Sogn              | Kasted Sogn                  |
| Lyngby Sogn                  | Møllevang Sogn               | Sabro Sogn                   |
| Skjoldhøj Sogn               | Sønder Årslev Sogn           | Tilst Sogn                   |
| Åby Sogn                     |                              |                              |